# Автошлях E451
Автошлях E451 — європейський автомобільний маршрут категорії Б, що проходить по території Німеччини та з'єднує міста Гіссен і Мангейм.

## Маршрут
Весь шлях проходить через такі міста:
- - E40,  E4,  E44 Гіссен
  - E35,  E42 Франкфурт-на-Майні
  - E50 Мангейм